# Дејвид Јејтс
Дејвид Јејтс (енгл. David Yates; Сент Хеленс, 8. октобар 1963) енглески је филмски режисер и продуцент који је режирао игране филмове, кратке филмове и телевизијске продукције. Најпознатији је по томе што је режирао задња четири филма у серијалу Хари Потер и прва три филма спиноф преднаставка из серијала Фантастичне звери. Његов рад на серијалу о Харију Потеру донео му је критички и комерцијални успех заједно са признањима, као што је награда Британске академије Британије за изврсност у режији.
Јејтс је режирао разне кратке филмове и постао телевизијски режисер рано у својој каријери. Његове заслуге укључују шестоделни политички трилер State of Play (2003), за који је освојио Награду Савеза директора Велике Британије за изузетна редитељска достигнућа, документарну драму из два дела за одрасле Sex Traffic (2004) и награду Еми за филм The Girl in the Café (2005).
Јејтс је један од оснивача Directors UK. Имао је блиско партнерство са Warner Bros. конгломератом као режисер и продуцент.